# Edward Listowski
Edward Listowski (ur. 1861, zm. 11 maja 1922 w Grodnie) – rosyjski wojskowy i polski działacz społeczny w Grodnie, wieloletni prezydent miasta (1907–1922).

## Życiorys
Ukończył szkołę realną w Grodnie i Mikołajewską Szkołę Inżynierów. W latach 70. XIX wieku zaciągnął się do armii rosyjskiej, gdzie był kolejno: junkrem, unteroficerem, podporucznikiem i porucznikiem, sztabskapitanem i kapitanem. Zasiadał w Radzie Miejskiej Grodna (wówczas nazywanej „dumą”), będąc od 1907 jej przewodniczącym. Funkcję zachował w okresie okupacji niemieckiej (1915–1919) oraz po wyzwoleniu miasta przez Wojsko Polskie (w 1919 i 1920). W odrodzonej Rzeczypospolitej prezydentem miasta był do śmierci, która nastąpiła 11 maja 1922.
Był właścicielem licznych nieruchomości w mieście (m.in. na ulicy Policyjnej oraz Prospekcie Jakuba). Został pochowany na cmentarzu farnym w Grodnie.